# Rögle dammar
Rögle dammar är fem bredvidliggande dammar i Skrylleområdet i Lunds kommun och ingår i Kävlingeåns huvudavrinningsområde. De har en sammanlagd area på 0,153 kvadratkilometer och ligger 82,6 meter över havet. 
Rögle dammar är sportfiskeområde och hyser regnbåge, öring, gädda, abborre, mört, braxen och karp. 

## Delavrinningsområde
Rögle dammar ingår i det delavrinningsområde som SMHI kallar för Mynnar i Kävlingeån. Det finns inga avrinningsområden uppströms utan avrinningsområdet är högsta punkten. Sularpsbäcken som avvattnar avrinningsområdet har biflödesordning 2, vilket innebär att vattnet flödar genom två vattendrag innan det når havet efter 32 kilometer. Avrinningsområdet består mestadels av skog (11 %), öppen mark (11 %) och jordbruk (71 %). Avrinningsområdet har 0,19 kvadratkilometer vattenytor vilket ger det en sjöprocent på 0,6 %.